# 拉布河

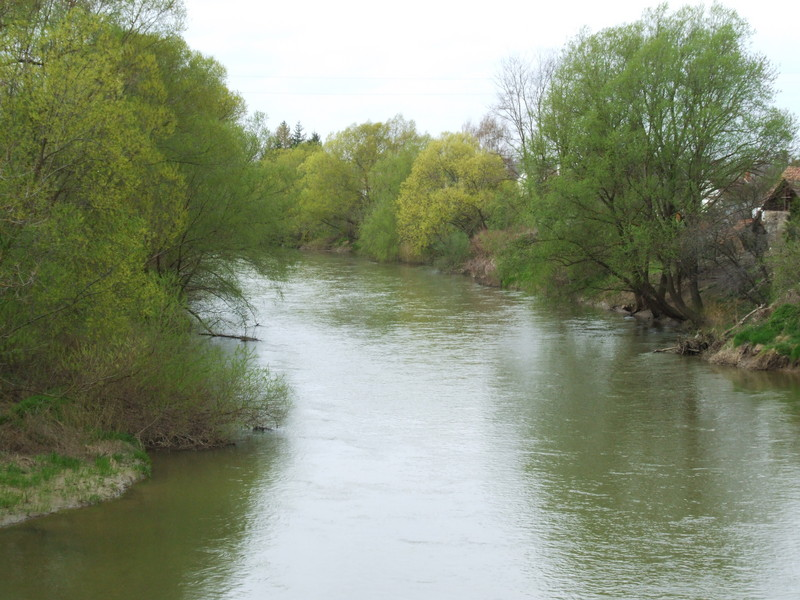

拉布河（德語：Raab），匈牙利语称拉包河（匈牙利語：Rába），是中歐的河流，屬於多瑙河的右支流，河道全長398米，流域面積14,968平方公里，發源自奧地利的施泰爾馬克州，流經該國東南部和匈牙利西部。